# Чиле на Светском првенству у атлетици на отвореном 2017.
Чиле је учествовао на Светском првенству у атлетици на отвореном 2017. одржаном у Лондону од 4. до 13. августа шеснаести пут, односно учествовао је на свим првенствима до данас. Репрезентацију Чилеа представљало је 8 такмичара (5 мушкарца и 3 жене) који су се такмичили у 6 дисциплина (3 мушке и 3 женске).,
На овом првенству Чиле није освојило ниједну медаљу. Није било нових националних али је остварен 1 најбољи лична резултат сезони.

## Учесници
| Мушкарци: - Лесли Енсина — Маратон - Мануел Кабрера — Маратон - Енцо Јањез — Маратон - Јерко Араја — 20 км ходања - Едвард Араја — 50 км ходања | Жене: - Исидора Хименез — 200 м - Наталија Дуко — Бацање кугле - Карен Гаљардо — Бацање диска |  |

## Резултати

### Мушкарци
| Атлетичар      | Дисциплина   | Лични рекорд | Квалификације     | Квалификације     | Финале   | Финале      | Детаљи                                   |
| Атлетичар      | Дисциплина   | Лични рекорд | Резултат          | Место             | Резултат | Место       | Детаљи                                   |
| -------------- | ------------ | ------------ | ----------------- | ----------------- | -------- | ----------- | ---------------------------------------- |
| Лесли Енсина   | Маратон      | 2:17:46      |                   |                   | 2:22:10  | 49 71 (100) | Архивирано на веб-сајту (14. април 2018) |
| Мануел Кабрера | Маратон      | 2:18:04      | 2:24:08           | 55 71 (100)       |          |             | Архивирано на веб-сајту (14. април 2018) |
| Енцо Јањез     | Маратон      | 2:17:35      | Није завршио трку | Није завршио трку |          |             | Архивирано на веб-сајту (14. април 2018) |
| Јерко Араја    | 20 км ходање | 1:21:26 НР   | 1:23:46           | 39 / 58 (64)      |          |             |                                          |
| Едвард Араја   | 50 км ходање | 3:58:54 НР   | Дисквалификован   | Дисквалификован   |          |             |                                          |

### Жене
| Атлетичарка     | Дисциплина   | Лични рекорд | Квалификације | Квалификације | Полуфинале            | Полуфинале            | Финале                | Финале       | Детаљи |
| Атлетичарка     | Дисциплина   | Лични рекорд | Резултат      | Место         | Резултат              | Место                 | Резултат              | Место        | Детаљи |
| --------------- | ------------ | ------------ | ------------- | ------------- | --------------------- | --------------------- | --------------------- | ------------ | ------ |
| Исидора Хименез | 200 м        | 22,95 НР     | 23,89 (.889)  | 6. у гр. 6    | Није се квалификовала | Није се квалификовала | Није се квалификовала | 41 / 46 (49) |        |
| Наталија Дуко   | Бацање кугле | 18,80 НР     | 17,66         | 7. у гр. Б    |                       |                       | Нису се квалификовале | 15 / 30 (31) |        |
| Карен Гаљардо   | Бацање диска | 61,10 НР     | 52,81         | 15. у гр. Б   | 29 / 29 (30)          |                       | Нису се квалификовале |              |        |